# Amphoe Wang Chao
Amphoe Wang Chao (thailändisch อำเภอ วังเจ้า) ist ein Landkreis (Amphoe – Verwaltungs-Distrikt) im Osten der Provinz Tak. Die Provinz Tak liegt in der Nordregion von Thailand.

## Geographie
Amphoe Wang Chao liegt im Osten der Provinz Tak. Wichtige Wasserquellen sind der Mae Nam Ping (Ping-Fluss) und der kleinere Wang Chao.
Benachbarte Amphoe sind vom Westen im Uhrzeigersinn aus gesehen: Phop Phra und Mueang Tak in der Provinz Tak, Kosamphi Nakhon, Mueang Kamphaeng Phet und Phran Kratai in der Provinz Kamphaeng Phet.

## Geschichte
Wang Chao wurde zunächst als Kleinbezirk (King Amphoe) gebildet, wobei Teile des Amphoe Mueang Tak ausgelagert wurden.
Am 15. Mai 2007 hatte die thailändische Regierung beschlossen, alle 81 King Amphoe in den einfachen Amphoe-Status zu erheben, um die Verwaltung zu vereinheitlichen.
Mit der Veröffentlichung in der Royal Gazette „Issue 124 chapter 46“ vom 24. August 2007 trat dieser Beschluss offiziell in Kraft.

## Sehenswürdigkeiten
- Der Nationalpark Khlong Wang Chao (Thai: อุทยานแห่งชาติคลองวังเจ้า) ist ein thailändischer Nationalpark, er liegt im südlichen Teil des Landkreises und in der Provinz Kamphaeng Phet.

## Slogan
Der Wahlspruch von Wang Chao lautet etwa: Eingangstor zu Tak, mit verschiedenen Kulturen, der Haupterzeugnissen Mais und Longan, vielen reizvollen Wasserfällen, dem Nationalpark Khlong Wang Chao und schönen Weberzeugnissen.

## Verwaltung

### Provinzverwaltung
Amphoe Wang Chao besteht aus drei Unterbezirken (Tambon), die weiter in 28 Dörfer (Muban) gegliedert sind.
| Nr. | Name         | Thai    | Dörfer | Einw.  |
| --- | ------------ | ------- | ------ | ------ |
| 1.  | Chiang Thong | เชียงทอง | 14     | 17.781 |
| 2.  | Na Bot       | นาโบสถ์  | 09     | 09.960 |
| 3.  | Pradang      | ประดาง  | 05     | 03.835 |

### Lokalverwaltung
Wang Chao (Thai: เทศบาลตำบลวังเจ้า) ist eine Kleinstadt (Thesaban Tambon) im Bezirk. Sie besteht aus Teilen des Tambon Chiang Thong.
Außerdem gibt es drei „Tambon Administrative Organizations“ (TAO, องค์การบริหารส่วนตำบล – Verwaltungs-Organisationen) für die Tambon im Landkreis, die zu keiner Stadt gehören.